# Кејлор (Јужна Дакота)
Кејлор (енгл. Kaylor) насељено је место без административног статуса у америчкој савезној држави Јужна Дакота.

## Демографија
По попису из 2010. године број становника је 47, што је 17 (-26,6%) становника мање него 2000. године.
| Група             | 2000.      | 2010.       |
| Белци             | 62 (96,9%) | 47 (100,0%) |
| Афроамериканци    | 0 (0,0%)   | 0 (0,0%)    |
| Азијати           | 0 (0,0%)   | 0 (0,0%)    |
| Хиспаноамериканци | 2 (3,1%)   | 0 (0,0%)    |
| Укупно            | 64         | 47          |